# مولنيا (صاروخ)
مولنيا (الروسية: Молния، بمعنى "البرق")، ويسمى 8K78 لدى إدارة الصواريخ والمدفعية السوفيتية/الروسية، كان تعديلًا للصاروخ المعروف آر-7 سيميوركا، ذو أربع مراحل. أُطلق على الصاروخ اسم مولنيا نظرًا للعدد الكبير من أقمار الاتصالات مولنيا التي استخدم لإطلاقها.

## التاريخ
كان الصاروخ 8K78 نتيجة لبرنامج مسرع من مكتب كوروليف لتطوير معزز لإطلاق المسبارات الكوكبية. أضيفت مرحلة ثالثة أكبر إلى جانب المرحلة الرابعة (Blok L) والتي صُممت لإطلاقها في المدار لإرسال الحمولة خارج مدار الأرض المنخفض (لتحل محل الصعود المباشر غير الدقيق لمسبارات لونا من الجيل الأول التي أُطلقت على 8K72) وكان القلب والصواريخ المحزمة مزودة بمحركات المرحلة الأولى الجديدة 8D74K. استخدمت أول مركبتين من طراز 8K78 نواة 8K74، إلا أن المركبات التي أُطلقت في عامي 1962 و1963 استخدمت نواة 8K71 الأقدم. عاد المصممون لاستخدام نواة 8K74 إلى المركبات التي حلقت في عام 1964 وما بعده.
كان لدى الطراز 8K78 الأولي تصميمًا معيبًا للمرحلة الأولى وكان عرضة لمشاكل الاهتزاز وتجويف المضخة. أعيد تصميم المرحلة الأولى بعد ذلك وأطقلت النسخة المحسنة أول مرة في 11 نوفمبر 1963. قُدم المعزز 8K78M المحسن في عام 1965 ولكن استمرت صواريخ 8K78 في الطيران حتى عام 1967. كما حملت صواريخ مولنيا أيضًا مسبارات فينيرا المبكرة إلى كوكب الزهرة.

## الصفات
- الطول: 43.440 م
- القطر: 10.300 متر
- كتلة الإطلاق: 305,000 كجم
- معززات قابلة للربط: Blok-B،V،G،D / 4 × RD-107 [8]
- المرحلة 1: Blok-A / RD-108K [2]
- المرحلة 2: بلوك-I / RD-0108 [2]
- المرحلة 3: بلوك-L / S1.5400 [2]

## الإطلاقات
أُطلقت صواريخ مولنيا 40 مرة: